# Trouble somatoforme
 Mise en garde médicale
En médecine un trouble somatoforme est évoqué dans certaines situations d'incertitude quand le diagnostic différentiel n'a pas permis d'identifier les causes des symptômes d'un patient (face à des « symptômes médicalement inexpliqués ou SMI »).
En psychologie, un trouble somatoforme est un trouble mental caractérisé par des symptômes physiques évoquant une blessure ou une maladie physique – les symptômes ne peuvent être pleinement expliqués par une condition médicale générale, des effets directement causés par une substance ou attribués à un autre trouble mental (ex. trouble panique). Les symptômes causés par un trouble somatoforme sont d'origine mentale. Chez les individus souffrant de trouble somatoforme, les résultats à des tests médicaux n'indiquent rien d'anormal et n'expliquent aucunement les symptômes dont souffrent les patients. Les patients souffrant de ce trouble s'inquiètent pour leur santé car aucun docteur n'est capable de déceler physiologiquement les causes de leurs ennuis de santé. Pour cette raison, ils peuvent souffrir de stress intense, préoccupé par la sévérité que peuvent causer leurs symptômes. Les symptômes sont souvent similaires à ceux des autres maladies et peuvent durer pendant plusieurs années. Habituellement, les symptômes apparaissent pour la première fois durant l'adolescence, et les patients sont diagnostiqués avant l'âge de 25 ans.
Les troubles somatoformes ne sont pas causés par une sinistrose consciente (symptômes exagérés pour des motivations secondaires) ou par une pathomimie (symptômes délibérément causés). Un trouble somatoforme ne doit pas être confondu avec un diagnostic plus spécifique de trouble de somatisation, qui en est un sous-type. 
Les troubles mentaux sont soigneusement séparés des troubles neurologiques et physiologiques. Le trouble somatoforme est difficile à diagnostiquer et à soigner car il requiert la présence de psychiatres et de neurologues étudiant un même patient. Il s'agit de ce que l'on appelle un diagnostic d'élimination : il est nécessaire d'éliminer les autres diagnostics possibles avant de l'évoquer, et il n'existe pas d'examen qui le confirmerait formellement.
Dans le DSM-V, ce diagnostic et ses sous-catégories ont été combinés pour former le trouble à symptomatologie somatique afin d'éliminer les recoupements entre les différents diagnostics et de mieux rendre compte de l'interface complexe entre la santé mentale et la santé physique.

## Classification
Dans la Classification Internationale des Maladies (CIM), le trouble somatoforme est trouble mental dans la catégorie des troubles névrotiques, troubles liés à des facteurs de stress et troubles somatoformes.
Dans le DSM-IV, le trouble somatoforme est à la fois un trouble en tant que tel, et une catégorie à part, complètement différenciée de troubles de l'anxiété.

## Clinique
Des troubles de somatisation, troubles de conversion, troubles douloureux, sont diagnostiqués dans les cas de troubles somatoformes. 
- Trouble de somatisation  : le patient a des antécédents de plaintes somatiques débutant vers l'âge de 30 ans[réf. nécessaire]. Les symptômes surviennent à n'importe quel moment et ne sont jamais produits intentionnellement. Le patient présente des symptômes douloureux (tête, dos, articulations, extrémités, poitrine, rapports sexuels...), symptômes gastro-intestinaux, symptômes sexuels autre que la douleur et des symptômes pseudoneurologiques ;
- Troubles de conversion : Il s'agit d'un ou plusieurs symptômes ou déficits touchant la motricité volontaire ou des fonctions sensitives ou sensorielles. Ils suggèrent une affection neurologique ou médicale générale. Il y a des facteurs psychologiques associés aux symptômes ou aux déficits (conflits ou autres facteurs de stress). Ils ne sont pas produits intentionnellement (comme d'ailleurs tous les troubles somatoformes).
- Troubles douloureux : douleur dans une ou plusieurs localisations anatomiques, d'intensité suffisante pour justifier un examen clinique. Non intentionnels ;

Ces troubles peuvent être accompagné d'hypocondrie (crainte d'être atteint d'une maladie grave fondée sur l'interprétation erronée par le sujet de symptômes physiques ; C'est une préoccupation persistante non délirante et ce malgré un bilan médical rassurant) et/ou de la peur d'une dysmorphie corporelle (Dysmorphophobie : peur d'une dysmorphie corporelle, préoccupation concernant un défaut imaginaire de l'apparence ou préoccupation manifestement démesurée d'un léger défaut).
Tous ces troubles peuvent être à l'origine d'une grande souffrance.